# Antheua haasi
Antheua haasi är en fjärilsart som beskrevs av Saalmüller 1884. Antheua haasi ingår i släktet Antheua och familjen tandspinnare. Inga underarter finns listade i Catalogue of Life.